# Ormoloma imrayanum
Ormoloma imrayanum là một loài thực vật có mạch trong họ Dennstaedtiaceae. Loài này được (Hook.) Maxon miêu tả khoa học đầu tiên năm 1933.